# 中国人民解放军陆军第七十二集团军
中国人民解放军陆军第七十二集团军，隶属东部战区陆军，军部驻地浙江省湖州市，代號73011部队。

## 沿革
1930年，贺龙、周逸群等人在湘鄂西创建红二军团。土地革命战争时期，红二军团在中国共产党的领导下，创立了以洪湖为中心的湘鄂西苏区，并在战争中总结出在河湖港汊地区开展游击战的经验，受到毛泽东赞扬。在二万五千里长征中，红二军团自湖南省桑植县刘家坪出发，突破了敌军130余个团的包围，先后经湖南、贵州、云南、四川，于1936年7月与红四方面军在四川省甘孜县会师。随后部队继续北上，跨过草地，翻越六盘山，于同年10月与中央红军在甘肃省会宁县会师。
1937年7月抗日战争全面爆发，根据中共中央命令，该部队改编为八路军一二〇师三五八旅，开赴华北抗日前线，先后开辟了晋西北抗日根据地、大青山抗日根据地。晋绥边区便是由该部队开创。1939年11月，贺龙特别团在黄土岭伏击战中，击毙了日军中将旅团长阿部规秀。此后部队回师晋西北保卫陕甘宁边区，并参加了抗日战争末期的大反攻，取得了抗日战争的胜利。
第二次国共内战中，该部队大部被编入张宗逊、廖汉生领导的西北野战军第一纵队和许光达、孙志远领导的西北野战军第三纵队。在转战陕北的过程中，先后参加了延安保卫战、青化砭战役、羊马河战役、蟠龙战役、陇东战役、榆林战役等战役。1948年春在宜川战役中，第一纵队在瓦子街与敌军白刃格斗，涌现出拼刺英雄刘四虎（第三五八旅第七一四团第六连第二班班长）。1949年2月1日，西北野战军第一纵队整编为中国人民解放军第一军，军长贺炳炎，政委廖汉生。下属第三五八旅（旅长黄新廷，政委余秋里）、独立第一旅（旅长王尚荣）、第七旅分别改称第一、第二、第三师。全军共2.2万人。随后第一军参加了陕中战役、扶眉战役、陇东追击战、攻占青海。1949年10月1日，第一军军部奉命兼青海军区领导机关。在第二次国共内战期间，第一军共歼敌104227人，攻占县以上城市51座。
中华人民共和国成立后，部队驻防青海省、甘肃省，剿匪肃特，抢修青藏公路、宁张公路及飞机场，参加昌都战役，促进了西藏和平解放。1952年6月，第一军与第三军合编为重装军，番号仍为第一军，第一、第三师合编为第一师，第二、第八师合编为第二师，第七、九师合编为第七师。军长黄新廷。
1953年1月，整编后的第一军分两部跨过鸭绿江，加入中国人民志愿军，参加抗美援朝战争，番号中国人民志愿军第一军。停战后留守朝鲜，直到1958年撤军回国，驻防河南省开封市，恢复中国人民解放军第一军番号，隶属武汉军区。1960年4月19日，中国人民解放军总参谋部下发《关于修改某些机构、职务名称事的通知》，改称中国人民解放军陆军第一军。1962年，第一军曾开赴福建省执行紧急战备任务。1964年1月，中华人民共和国国防部授予第一军第一师第一团第六连“硬骨头六连”称号。1969年全军重排番号，第七师改称第三师。1975年第一军与隶属南京军区的第二十军对调，换防至浙江省。1984年7月，军长傅全有率领第一军参加老山地区防御作战，1985年6月，“硬骨头六连”又被中央军委授予“英雄硬六连”称号。
1985年，在百万大裁军中，陆军第一军改编为中国人民解放军陆军第一集团军（原代号为中国人民解放军83010部队，后代号改为中国人民解放军73011部队），隶属南京军区，下辖第一、二、三师及原第六十军第一八一师共计4个步兵师，此外还编入坦克第十师、炮兵第九师（1992年并入该集团军）和高炮旅。1987年该军组建了中国人民解放军全军第一个“蓝军团”。1990年代中期以后，全军编制体制重大调整。原属第一集团军的步兵第二、第一八一师于1996年改为武警机动师。1998年后，步兵第三师改为摩步旅，步兵第一师改编为中国人民解放军全军第一个水陆两栖机械化步兵师，坦克第十师改编为装甲师，高炮旅改编为防空旅。
2016年，中国人民解放军七大军区撤销，成立五大战区，陆军第一集团军划归中国人民解放军东部战区陆军。
2017年4月18日，中共中央总书记、国家主席、中央军委主席习近平在北京八一大楼接见新调整组建的84个军级单位主官，并对各单位发布训令；中共中央政治局委员、中央军委副主席许其亮宣读习近平主席签发的中央军委关于调整组建军兵种部队和省军区系统军级单位的命令、决定。在这次军级单位调整组建中，以陆军第一集团军为基础，调整组建中国人民解放军陆军第七十二集团军。陆军第七十二集团军由近百支英模单位组成。

## 编制
中国人民解放军陆军第一集团军在1996年前辖有第一、第二、第三师及原第六十军一八一师共计4个步兵师，此外还有坦克第十师、炮兵第九师和高炮旅。1987年，该集团军组建了中国人民解放军的第一个“蓝军团”。1990年代中期后，中国人民解放军的编制体制进行了重大调整。1996年，原属陆军第一集团军的步兵第二、第一八一师被改编为中国人民武装警察部队机动师（武警第二师、武警第一八一师）。1998年后，所辖步兵第三师被改编为摩托化步兵旅，第一师被改编为中国人民解放军第一个水陆两栖机械化步兵师，坦克第十师与高炮旅也分别被改编为两栖装甲旅、机步旅和防空旅。全集团军约5万人左右。2016年，摩托化步兵第三旅开始向空中骑兵旅转型。
2016年深化国防和军队改革前，陆军第一集团军下辖：两栖机械化步兵第一师、摩托化步兵第三旅、机械化步兵第一七八旅、装甲第十旅、炮兵旅、远程火箭炮兵旅、防空旅、陆军航空兵第五旅、电子对抗旅，以及集团军直属的通信团、工兵团、特警团等。
2017年组建的陆军第七十二集团军下辖：
- 合成第五旅 （两栖履带式轻装甲合成部队，主要装备ZTD-05 + ZBD-05)
- 合成第十旅 （履带式装甲合成部队，主要装备ZTZ-96A + ZBD-04A）
- 合成第三十四旅（轮式机械化合成部队，主要装备ZTL-11 + ZBL-08）
- 合成第八十五旅（轮式机械化合成部队，主要装备ZTL-11 + ZBL-08）
- 合成第九十旅（高机动车辆机械化合成部队，主要装备CSK181）
- 合成第一二四旅（两栖履带式轻装甲合成部队，主要装备ZTD-05 + ZBD-05）
- 特战第七十二旅
- 炮兵第七十二旅 (装备PCL-09)
- 防空第七十二旅
- 陆航第七十二旅[19]
- 工兵第七十二旅[20][21]
- 防化第七十二旅
- 勤务支援第七十二旅

## 历任领导
| 第一纵队司令员 1. 张宗逊（1946年11月—1947年） 2. 贺炳炎（1947年—1949年2月） 第一纵队副司令员 - 贺炳炎（1947年7月—1947年9月） - 黄新廷（1947年9月—1949年2月） | 第一纵队政治委员 1. 廖汉生（1946年11月—1949年2月） 第一纵队副政治委员 - 冼恒汉（1947年7月—1949年2月） |

| 第一纵队参谋长 1. 王绍南（1946年11月—1947年12月） 2. 陈外欧（1947年12月—1949年2月） | 第一纵队政治部主任 1. 冼恒汉（1946年11月—1949年2月） |

| 中国人民解放军陆军第一军军长 1. 贺炳炎（1949年2月—1952年5月） 2. 黄新廷 中将（1952年7月—1956年6月） 3. 唐金龙 少将（1956年6月—1965年8月） 4. 徐文礼（1965年8月—1968年8月） 5. 朱启祥（1968年8月—1973年3月） 6. 张治银（1973年3月—1978年5月） 7. 张 霖（1978年5月—1983年5月） 8. 傅全有（1983年5月—1985年6月） 中国人民解放军陆军第一军副军长 - 王尚荣（1949年6月—1951年1月） - 徐国贤（1953年2月—1955年9月） - 吴子杰（1954年9月—1955年10月） - 张树芝（1955年3月—1956年6月） - 唐金龙（1955年9月—1956年6月，第一副军长） - 张树芝（1956年6月—1961年9月，第一副军长） - 任思忠（1959年10月—1963年4月） - 徐文礼（1963年6月—1965年8月） - 赵静生（1963年6月—1970年4月） - 王时军（1966年3月—1970年5月） - 杜恒荣（1967年8月—1970年5月） - 侯润陶（1968年7月—1969年8月） - 尚坦（1968年12月—1973年3月） - 张霖（1969年12月—1978年5月） - 李芝敬（1969年12月—1973年12月） - 王明德（1973年12月—1979年1月） - 于川（1975年6月—1981年6月） - 李光善（1978年4月—1983年5月） - 张文彪（1979年7月—1983年5月） - 成喜臣（1979年7月—1983年5月） - 杨士杰（1983年5月—1985年8月） - 冯金茂（1983年5月—1990年6月） | 中国人民解放军陆军第一军政治委员 1. 廖汉生（1949年2月－1952年6月） 2. 梁仁芥 少将（1952年6月－1955年10月） 3. 颜金生 少将（1955年10月－1964年5月） 4. 聂济峰 少将（1964年6月－1967年8月） 5. 徐文礼（1968年8月－1974年2月） 6. 阎志敏（1975年5月－1978年5月） 7. 夏 伟（1978年5月－1981年6月） 8. 马骥良（1981年6月－1983年5月） 9. 史玉孝（1983年5月－1985年6月） 中国人民解放军陆军第一军副政治委员 - 冼恒汉（1949年2月—1949年10月，第一副政治委员） - 余秋里（1949年6月—1949年12月，第二副政治委员） - 吴融峰（1954年3月—1955年10月） - 聂济峰（1960年5月—1964年5月） - 朱致平（1961年1月—1964年6月） - 曹醒华（1964年2月—1965年5月） - 夏伟（1965年11月—1968年7月） - 王敬春（1967年11月—1978年4月） - 刘保生（1969年12月—1975年4月） - 阎志敏（1973年3月—1975年5月） - 赵文星（1975年10月—1981年6月） - 刘玉年（1978年4月—1981年6月） - 马骥良（1979年7月—1981年6月） - 薛存礼（1979年7月—1983年5月） - 岳德旺（1979年11月—1983年5月） - 傅翠和（1983年5月—1987年4月） |

| 中国人民解放军陆军第一军参谋长 1. 陈外欧（1949年2月—1950年5月） 2. 杨文安（1950年11月—1955年5月） 3. 江含章（1955年5月—1957年7月） 4. 任思忠（1957年7月—1959年10月） 5. 王时军（1959年10月—1966年3月） 6. 阴允（1966年3月—1969年12月） 7. 张文彪（1969年12月—1979年7月） 8. 郑金映（1979年7月—1981年2月） 9. 傅全有（1981年2月—1983年5月） 10. 吴铨叙（1983年5月—1985年8月） 中国人民解放军陆军第一军副参谋长 | 中国人民解放军陆军第一军政治部主任 1. 冼恒汉（1949年2月—1949年10月） 2. 吴融峄（1949年12月—1954年6月） 3. 刘佩荣（1954年6月—1957年8月） 4. 尹明亮（1957年8月—1960年7月） 5. 曹醒华（1960年7月—1964年2月） 6. 张光汉（1964年2月—1969年12月） 7. 孟令芳（1969年9月—1972年11月） 8. 马骥良（1972年11月—1981年6月） 9. 郭连捷（1981年2月—1983年5月） 10. 石磊（1983年5月—1985年8月） 中国人民解放军陆军第一军政治部副主任 |

| 中国人民解放军陆军第一军后勤部部长 | 中国人民解放军陆军第一军后勤部政治委员 |

| 中国人民解放军陆军第一集团军军长 1. 李乾元（1985年7月－1990年6月） 2. 吴铨叙 少将（1990年6月－1992年11月） 3. 陈炳德 少将（1993年2月－1993年12月） 4. 朱文泉 少将（1994年2月－1999年4月） 5. 张中华 少将（1999年4月－2002年11月） 6. 李增林 少将（2003年1月－2006年8月） 7. 蒋谟祥 少将（2006年8月－2012年12月） 8. 冯文平 少将（2013年1月－2016年） 9. 王秀斌 少将（2016年－） 中国人民解放军陆军第一集团军副军长 - 冯金茂（1983年5月—1990年6月） - 陈炳德（1986年1月—1990年6月） - 王聚生（1990年6月—1993年2月） - 王义斌（1993年2月—1997年3月） - 张兴业（？—1998年8月） - 王敬喜（1993年2月—1999年9月） - 顾守成（？—2004年） - 陈传发（？—2001年） - 马言振（1999年12月—2003年12月） - 傅怡（2003年6月—2004年6月） - 许伟（2005年—2010年4月） - 周元华（？—2005年5月） - 汪庆广（2005年—2012年） - 万晓援（2005年—2006年） - 吉文明（2006年2月—2009年9月） - 郑水成（2009年—2010年4月） - 王春宁（2010年4月—2014年） - 傅勇（2010年4月—2014年） - 林壮荣（2014年—） - 王秀斌（2014年—2016年） - 李广（2014年—2016年） - 黄旭聪（2016年—） | 中国人民解放军陆军第一集团军政治委员 1. 吴铨叙 少将（1985年8月－1990年6月） 2. 王同琢 少将（1990年6月－1993年12月） 3. 赵太忠 少将（1993年12月－1999年5月） 4. 刘晓榕 少将（1999年5月－2006年6月） 5. 王 平 少将（2006年6月－2012年12月） 6. 白 吕 少将（2013年1月－2015年7月） 7. 秦树桐 少将（2015年7月－） 中国人民解放军陆军第一集团军副政治委员 - 傅翠和（1983年5月—1987年4月） - 李继松（1987年4月—1990年6月） - 宫化清（1990年6月—1993年2月） - 高武生（1996年7月—1999年12月） - 颜晓宁（2000年12月—2003年） - 傅云苏（？—？） - 程童一（？—？） - 朱争平（2005年2月—2009年10月） - 王新海（2009年10月—2012年5月） - 周皖柱（2012年8月—2014年） - 周夕根（2014年—） |

| 中国人民解放军陆军第一集团军参谋长 1. 张树云（1985年8月—1986年1月） 2. 陈炳德（1986年1月—1990年6月） 3. 张天富（1990年6月—1994年3月） 4. 王义斌（1994年3月—1995年8月） 5. 陈传发（1995年9月—？） 6. 顾守成（1998年—？） 7. 张中华（？—1999年4月） 8. 戚建国（1999年10月—2002年7月） 9. 傅怡（2002年7月—2003年6月） 10. 许伟（2003年6月—2004年） 11. 郑水成（2004年—2009年5月） 12. 王春宁（2009年5月—2010年4月） 13. 陈道祥（2010年4月—2014年） 14. 杨林（2014年—） 中国人民解放军陆军第一集团军副参谋长 | 中国人民解放军陆军第一集团军政治部主任 1. 李继松（1985年8月—1987年4月） 2. 宫化清（1987年4月—1990年6月） 3. 赵太忠（1990年6月—1993年12月） 4. 刘晓榕（1993年12月—1999年7月） 5. 孙德斌（1999年7月—2003年12月） 6. 朱争平（2003年12月—2005年2月） 7. 姜勇（2005年9月—2008年6月） 8. 王新海（2008年6月—2009年10月） 9. 周皖柱（2009年10月—2012年8月） 10. 周夕根（2012年8月—2014年） 11. 方永祥（2014年—2016年） 12. 汪志斌（2016年—） 中国人民解放军陆军第一集团军政治部副主任 |

| 中国人民解放军陆军第一集团军后勤部部长 …… - 叶志胜（？—2007年） …… - 陈金中（？—） | 中国人民解放军陆军第一集团军装备部部长 …… - 王春宁（？—？） …… - 王传军（？—） |

| 中国人民解放军陆军第七十二集团军军长 1. 朱晓辉 少将（2017年3月—2018年7月） 2. 郑守东 少将（2018年7月—2019年4月） 3. 林向阳 少将（2019年4月—2020年4月） 4. 丁来富 少将（2020年4月—2022年4月） 5. 顾中 少将（2022年12月—） 中国人民解放军陆军第七十二集团军副军长 | 中国人民解放军陆军第七十二集团军政治委员 1. 王文全 少将（2017年3月—2020年9月） 2. 李卫国 少将（2021年12月—） 中国人民解放军陆军第七十二集团军副政治委员 |

| 中国人民解放军陆军第七十二集团军参谋长 1. 于启峰 少将（2017年—） 中国人民解放军陆军第七十二集团军副参谋长 | 中国人民解放军陆军第七十二集团军政治工作部主任 1. 王良福 少将（2017年—） 中国人民解放军陆军第七十二集团军政治工作部副主任 - 吕万成 大校（2017年—） |

| 中国人民解放军陆军第七十二集团军保障部部长 中国人民解放军陆军第七十二集团军保障部副部长 - 徐连生 大校（2017年—） | 中国人民解放军陆军第七十二集团军纪律检查委员会书记 中国人民解放军陆军第七十二集团军纪律检查委员会副书记 |

## 荣誉
曾被授予荣誉称号的单位有：
- 红军师：原陆军第一集团军机械化步兵第一师（原三五八旅）
- 红军团：原陆军第一集团军机械化步兵第一师第二团（原七一五团）、第三团（原七一六团）
- 抗洪抢险模范团：原陆军第一集团军机械化步兵第一师第二团
- 坚守英雄连：原陆军第一集团军机械化步兵第一师第二团第三连，2017年转隶陆军第七十二集团军[9]
- 攻坚英雄连：原陆军第一集团军机械化步兵第一师第一团第九连
- 尖刀七连：原陆军第一集团军机械化步兵第一师第三团第七连
- 模范炮兵连：原陆军第一集团军炮兵第九师第十六团第四连
- 烟台峰英雄连：原陆军第四十二集团军步兵第一二四师第三七一团第四连，2017年转隶陆军第七十二集团军某旅某连[9]
- 工兵红一连：陆军第七十二集团军某连[9]
- 郭兴福连：陆军第七十二集团军某连[9]
- 王克勤连：陆军第七十二集团军某连[9]
- 钢四连：陆军第七十二集团军某连[9]
- 南京路上好八连：原上海警备区特警团第三营第八连。后改为陆军第一集团军特警团某营第八连。2017年转隶陆军第七十二集团军[9][40]
- 防化先锋连：原陆军第一集团军某防化团第二连。2017年转隶陆军第七十二集团军某旅[41]

曾被授予荣誉称号的个人有：
- 英雄指导员：原陆军第一集团军第一师三团一营副教导员兼一连指导员钱富生
- 战斗英雄：原陆军第一集团军第一师一团九连班长黄仲虎
- 炮兵侦察英雄：原陆军第一集团军炮兵第九师十六团侦察班长徐小丹